# Triënnale 2016
De Triënnale 2016 was een wereldtentoonstelling die in 2016 werd gehouden in de Italiaanse stad Milaan.
Het was de eerste Triënnale die onder het BIE-verdrag werd gehouden sinds de verdragswijziging van 1996. Het Bureau International des Expositions en de stad Milaan pakten hiermee de traditie op van de reeks architectuur- en vormgevingstentoonstellingen die al vanaf 1923 in Noord-Italië gehouden zijn. 